# Dario Cerrato
Dario Cerrato (Corneliano d'Alba, 28 settembre 1951) è un ex pilota di rally italiano, come miglior risultato in una gara del mondiale rally vanta il 2º posto al Rally di Sanremo del 1986.

## Biografia
Due volte campione europeo, nel 1985 e nel 1987 rispettivamente su Lancia Rally 037 e Lancia Delta HF 4WD e vincitore di 21 gare nell'arco delle sei edizioni disputate; sei volte campione italiano (1985, 1986 e 1988/1991).
In carriera ha partecipato a diverse edizioni del mondiale rally, riuscendo ad andare a punti in otto stagioni. Come miglior piazzamento in classifica generale vanta il 6º posto della stagione 1990, ottenuto in virtù di tre quarti posti in prove del campionato (Monte Carlo, Portogallo e Sanremo).

## Palmarès

Cerrato su Opel Ascona B al Rally di Sanremo del 1979

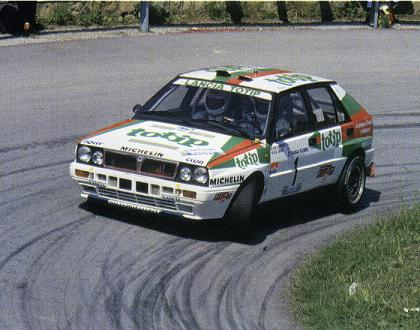
Cerrato su Delta HF Integrale del Jolly Club al vittorioso Rally Targa Florio del 1989

### Campionato del mondo rally
Podi
| Anno | Rally            | Navigatore     | Vettura                    | Pos. |
| ---- | ---------------- | -------------- | -------------------------- | ---- |
| 1986 | Rally di Sanremo | Giuseppe Cerri | Lancia Delta S4            | 2º   |
| 1988 | Rally di Sanremo | Giuseppe Cerri | Lancia Delta Integrale     | 3º   |
| 1991 | Rally di Sanremo | Giuseppe Cerri | Lancia Delta Integrale 16V | 3º   |

Classifica generale
- 1979: 28º in classifica generale
- 1981: 47º in classifica generale
- 1983: 28º in classifica generale
- 1985: 25º in classifica generale
- 1988: 20º in classifica generale
- 1989: 23º in classifica generale
- 1990: 6º in classifica generale
- 1991: 19º in classifica generale

### Campionato europeo rally
1985
- su Lancia Rally 037

1987
- su Lancia Delta HF 4WD

1990
- su Lancia Delta Integrale

### Campionato italiano rally
- (1985, 1986, 1988, 1989, 1990 e 1991)

## Risultati nel WRC
| 1974 | Scuderia | Vettura     |  |  |  |     |  |  |  |  |  |  |  |  |  |  |  |  | Punti | Pos. |
| ---- | -------- | ----------- |  |  |  | --- |  |  |  |  |  |  |  |  |  |  |  |  | ----- | ---- |
| 1974 |          | Opel Ascona |  |  |  | Rit |  |  |  |  |  |  |  |  |  |  |  |  |       |      |

| 1975 | Scuderia | Vettura     |  |  |  |  |  |  |  |     |  |  |  |  |  |  |  |  | Punti | Pos. |
| ---- | -------- | ----------- |  |  |  |  |  |  |  | --- |  |  |  |  |  |  |  |  | ----- | ---- |
| 1975 |          | Opel Ascona |  |  |  |  |  |  |  | Rit |  |  |  |  |  |  |  |  |       |      |

| 1977 | Scuderia | Vettura          |  |  |  |  |  |  |  |  |     |  |  |  |  |  |  |  | Punti | Pos. |
| ---- | -------- | ---------------- |  |  |  |  |  |  |  |  | --- |  |  |  |  |  |  |  | ----- | ---- |
| 1977 |          | Opel Kadett GT/E |  |  |  |  |  |  |  |  | Rit |  |  |  |  |  |  |  |       |      |

| 1978 | Scuderia              | Vettura          |  |  |  |  |  |  |  |     |  |  |  |  |  |  |  |  | Punti | Pos. |
| ---- | --------------------- | ---------------- |  |  |  |  |  |  |  | --- |  |  |  |  |  |  |  |  | ----- | ---- |
| 1978 | Conrero Squadra Corse | Opel Kadett GT/E |  |  |  |  |  |  |  | Rit |  |  |  |  |  |  |  |  |       |      |

| 1979 | Scuderia              | Vettura           |  |  |  |  |  |  |  |  |   |  |  |  |  |  |  |  | Punti | Pos. |
| ---- | --------------------- | ----------------- |  |  |  |  |  |  |  |  | - |  |  |  |  |  |  |  | ----- | ---- |
| 1979 | Conrero Squadra Corse | Opel Ascona i2000 |  |  |  |  |  |  |  |  | 5 |  |  |  |  |  |  |  | 8     | 28º  |

| 1980 | Scuderia              | Vettura         |  |  |  |  |  |  |  |  |     |  |  |  |  |  |  |  | Punti | Pos. |
| ---- | --------------------- | --------------- |  |  |  |  |  |  |  |  | --- |  |  |  |  |  |  |  | ----- | ---- |
| 1980 | Conrero Squadra Corse | Opel Ascona 400 |  |  |  |  |  |  |  |  | Rit |  |  |  |  |  |  |  | 0     |      |

| 1981 | Scuderia         | Vettura         |    |  |     |  |  |  |  |  |  |   |  |  |  |  |  |  | Punti | Pos. |
| ---- | ---------------- | --------------- | -- |  | --- |  |  |  |  |  |  | - |  |  |  |  |  |  | ----- | ---- |
| 1981 | Fiat Auto Torino | Fiat 131 Abarth | 11 |  | Rit |  |  |  |  |  |  | 8 |  |  |  |  |  |  | 3     | 47º  |

| 1982 | Scuderia              | Vettura         |  |  |  |  |  |  |  |  |  |     |  |  |  |  |  |  | Punti | Pos. |
| ---- | --------------------- | --------------- |  |  |  |  |  |  |  |  |  | --- |  |  |  |  |  |  | ----- | ---- |
| 1982 | Conrero Squadra Corse | Opel Ascona 400 |  |  |  |  |  |  |  |  |  | Rit |  |  |  |  |  |  | 0     |      |

| 1983 | Scuderia              | Vettura        |  |  |  |  |  |  |  |  |  |   |  |  |  |  |  |  | Punti | Pos. |
| ---- | --------------------- | -------------- |  |  |  |  |  |  |  |  |  | - |  |  |  |  |  |  | ----- | ---- |
| 1983 | Conrero Squadra Corse | Opel Manta 400 |  |  |  |  |  |  |  |  |  | 6 |  |  |  |  |  |  | 6     | 28º  |

| 1984 | Scuderia              | Vettura        |  |  |  |  |  |  |  |  |  |     |  |  |  |  |  |  | Punti | Pos. |
| ---- | --------------------- | -------------- |  |  |  |  |  |  |  |  |  | --- |  |  |  |  |  |  | ----- | ---- |
| 1984 | Conrero Squadra Corse | Opel Manta 400 |  |  |  |  |  |  |  |  |  | Rit |  |  |  |  |  |  | 0     |      |

| 1985 | Scuderia   | Vettura          |  |  |  |  |  |  |  |  |  |   |  |  |  |  |  |  | Punti | Pos. |
| ---- | ---------- | ---------------- |  |  |  |  |  |  |  |  |  | - |  |  |  |  |  |  | ----- | ---- |
| 1985 | Jolly Club | Lancia 037 Rally |  |  |  |  |  |  |  |  |  | 5 |  |  |  |  |  |  | 8     | 25º  |

| 1988 | Scuderia   | Vettura                |  |  |  |  |  |  |  |  |  |  |  |   |  |  |  |  | Punti | Pos. |
| ---- | ---------- | ---------------------- |  |  |  |  |  |  |  |  |  |  |  | - |  |  |  |  | ----- | ---- |
| 1988 | Jolly Club | Lancia Delta Integrale |  |  |  |  |  |  |  |  |  |  |  | 3 |  |  |  |  | 12    | 20º  |

| 1989 | Scuderia   | Vettura                |   |  |  |  |  |  |  |  |  |  |   |  |  |  |  |  | Punti | Pos. |
| ---- | ---------- | ---------------------- | - |  |  |  |  |  |  |  |  |  | - |  |  |  |  |  | ----- | ---- |
| 1989 | Jolly Club | Lancia Delta Integrale | 7 |  |  |  |  |  |  |  |  |  | 4 |  |  |  |  |  | 14    | 23º  |

| 1990 | Scuderia   | Vettura                    |   |   |  |  |  |  |  |  |  |   |  |  |  |  |  |  | Punti | Pos. |
| ---- | ---------- | -------------------------- | - | - |  |  |  |  |  |  |  | - |  |  |  |  |  |  | ----- | ---- |
| 1990 | Jolly Club | Lancia Delta Integrale 16V | 4 | 4 |  |  |  |  |  |  |  | 4 |  |  |  |  |  |  | 30    | 6º   |

| 1991 | Scuderia   | Vettura                    |  |  |  |  |  |  |  |  |  |  |   |  |  |  |  |  | Punti | Pos. |
| ---- | ---------- | -------------------------- |  |  |  |  |  |  |  |  |  |  | - |  |  |  |  |  | ----- | ---- |
| 1991 | Jolly Club | Lancia Delta Integrale 16V |  |  |  |  |  |  |  |  |  |  | 3 |  |  |  |  |  | 12    | 19º  |

| 1993 | Scuderia   | Vettura                   |  |  |  |  |  |  |  |  |  |  |     |  |  |  |  |  | Punti | Pos. |
| ---- | ---------- | ------------------------- |  |  |  |  |  |  |  |  |  |  | --- |  |  |  |  |  | ----- | ---- |
| 1993 | Jolly Club | Lancia Delta HF Integrale |  |  |  |  |  |  |  |  |  |  | Rit |  |  |  |  |  | 0     |      |

| Legenda | 1º posto | 2º posto | 3º posto | A punti | Senza punti | Ritirato | Squalificato | NP=Non partito C=Gara cancellata | Apice=Power stage |